# Friedrich von Drais

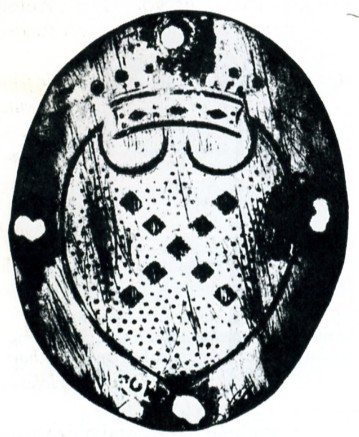
Wappen der Freiherrn Drais von Sauerbronn

Friedrich Freiherr Drais von Sauerbronn (* 10. Februar 1798 in Gernsbach; † 18. Juni 1883 in Beuron) war badischer Kammerpage, Adjutant des Großherzogs und Oberforstmeister; als Witwer Benediktiner in der Abtei Beuron.

## Herkunft
Er wurde geboren als Sohn des badischen Kammerherrn und Oberforstmeisters Friedrich Heinrich Georg von Drais (1758–1833). Dessen Bruder war der Oberhofrichter Karl Wilhelm Ludwig Friedrich von Drais (1755–1830), Vater des Karl von Drais (1785–1851), dem Erfinder der nach ihm benannten Draisine.

## Biografie
Friedrich von Drais wuchs im evangelischen Glauben auf. In seinem Geburtsort und ab 1809 in Freiburg unterrichtete ihn ein Hauslehrer. 1811 ging er dort und in Mannheim als Page an den badischen Hof, wo Großherzogin Stéphanie charakterlichen Einfluss auf ihn ausübte. Gleichzeitig besuchte er in Freiburg das Lyzeum. 1813 trat der junge Adelige in die Kriegsschule ein und nahm im badischen Militär an den Feldzügen 1814 und 1815 teil. 
Nach der Rückkehr blieb Friedrich von Drais bis 1825 bei der Armee, vornehmlich als persönlicher Adjutant von Großherzog Ludwig I.
Er wechselte schließlich in den Forstdienst seines Landes, wo er den Rang eines Oberforstmeisters erreichte und heiratete 1827 die katholische Freifrau Mathilde von Falkenstein. Die Ehe blieb ohne Nachkommen. Frau von Drais bemühte sich um die Erziehung armer Kinder, war ein aktives Mitglied der katholischen Gemeinde und kannte den Schriftstellerpriester Alban Stolz, der auch in ihrem Haus verkehrte. Sie starb 1858 und Alban Stolz blieb mit dem Witwer freundschaftlich verbunden. 
Unter seinem Einfluss konvertierte Friedrich von Drais im März 1860 zur katholischen Kirche. Beide wurden enge Freunde, unternahmen gemeinsame Reisen und besuchten zusammen Glaubensveranstaltungen wie den Deutschen Katholikentag von 1862 in Aachen.
Freiherr von Drais schloss sich einem religiösen Kreis um Erzbischof Hermann von Vicari an und trat schließlich 1864 in den Benediktinerorden ein. Er wurde Mönch im Kloster Beuron und nahm den Ordensnamen „Pius“ an. 1866 legte er die zeitlichen Gelübde und 1869 die ewigen Gelübde ab. Man betraute ihn mit dem Amt des Cellerars. In Beuron verstarb er 1883; mit ihm erlosch die Adelsfamilie im Mannesstamm.